# الاداگ، مرسین
الاداگ، مرسین (به لاتین: Aladağ, Mersin) یک منطقهٔ مسکونی در ترکیه است که در استان مرسین واقع شده‌است.

## خصوصیات
الاداگ ۲۹۰ نفر جمعیت دارد و ۷۴۰ متر بالاتر از سطح دریا واقع شده‌است.